# 白鷺 (中野区)
白鷺（しらさぎ）は、東京都中野区の地名。現行行政地名は白鷺一丁目から白鷺三丁目。住居表示実施済区域。

## 地理
中野区の北西部に位置し、町域内を妙正寺川が横断している。この妙正寺川を境に各町域と接しており、東部は若宮・大和町に接する。西部から南部にかけては杉並区下井草、南部は杉並区阿佐谷北、北部は西武新宿線を境に鷺宮と、それぞれ接している。
杉並区との区境から妙正寺川沿いに東進すると、西武新宿線鷺ノ宮駅がある。鷺ノ宮駅は急行停車駅でもあり、当地域周辺に在住するほとんどの住民が利用する。鷺ノ宮駅前には中杉通りが通っており、北の中村橋駅・練馬駅、南の阿佐ヶ谷駅・荻窪駅を結ぶ関東バスが走っている。白鷺一丁目付近には阿佐ヶ谷駅方面への折返便も通っており、交通の便は非常に良い。

### 地価
住宅地の地価は、2025年（令和7年）1月1日の公示地価によれば、白鷺3-6-9の地点で52万7000円/m2となっている。

## 歴史
白鷺は、1965年7月1日の住居表示施行により成立した町名である。住居表示前の旧町名である鷺宮から、鷺か宮のどちらか1文字を残したいという住民の要望が、町域内にある福蔵院という寺院の山号「白鷺山」と一致し、これをそのまま採り入れたものである。

## 世帯数と人口
2023年（令和5年）1月1日現在（東京都発表）の世帯数と人口は以下の通りである。
| 丁目       | 世帯数    | 人口     |
| ---------- | --------- | -------- |
| 白鷺一丁目 | 2,326世帯 | 4,480人  |
| 白鷺二丁目 | 2,420世帯 | 4,312人  |
| 白鷺三丁目 | 1,839世帯 | 3,388人  |
| 計         | 6,585世帯 | 12,180人 |

### 人口の変遷
国勢調査による人口の推移。
| 年                 | 人口   |
| ------------------ | ------ |
| 1995年（平成7年）  | 10,764 |
| 2000年（平成12年） | 10,730 |
| 2005年（平成17年） | 11,157 |
| 2010年（平成22年） | 10,745 |
| 2015年（平成27年） | 11,371 |
| 2020年（令和2年）  | 12,174 |

### 世帯数の変遷
国勢調査による世帯数の推移。
| 年                 | 世帯数 |
| ------------------ | ------ |
| 1995年（平成7年）  | 4,854  |
| 2000年（平成12年） | 5,115  |
| 2005年（平成17年） | 5,457  |
| 2010年（平成22年） | 5,507  |
| 2015年（平成27年） | 5,911  |
| 2020年（令和2年）  | 6,327  |

## 学区
区立小・中学校に通う場合、学区は以下の通りとなる（2024年4月現在）。
| 丁目       | 番地     | 小学校               | 中学校             |
| ---------- | -------- | -------------------- | ------------------ |
| 白鷺一丁目 | 1〜29番  | 中野区立美鳩小学校   | 中野区立明和中学校 |
| 白鷺一丁目 | 30〜31番 | 中野区立鷺の杜小学校 | 中野区立明和中学校 |
| 白鷺二丁目 | 全域     | 中野区立鷺の杜小学校 | 中野区立明和中学校 |
| 白鷺三丁目 | 全域     | 中野区立鷺の杜小学校 | 中野区立明和中学校 |

## 交通

### 鉄道
| 隣接する街区の駅                                          | バス移動等で利用可能の駅 |
| --------------------------------------------------------- | --- |
| 西武新宿線 - 鷺ノ宮駅(SS 09) 西武新宿線 - 下井草駅(SS 10) | 西武池袋線 - 中村橋駅(SI 07) JR中央線 JR中央・総武線各駅停車 東京メトロ丸ノ内線 - 荻窪駅(JC 09)(JB 04)(M 01) JR中央線 JR中央・総武線各駅停車 - 阿佐ケ谷駅(JC 08)(JB 05) |

### バス
- 関東バス阿佐谷営業所が周囲の路線を運行。
- 白鷺一丁目にバス折り返し用地があり、中杉通り杉並区方面への折り返し運行が存在している。

### 道路
- 中杉通り

## 事業所
2021年（令和3年）現在の経済センサス調査による事業所数と従業員数は以下の通りである。
| 丁目       | 事業所数  | 従業員数 |
| ---------- | --------- | -------- |
| 白鷺一丁目 | 60事業所  | 495人    |
| 白鷺二丁目 | 82事業所  | 572人    |
| 白鷺三丁目 | 39事業所  | 288人    |
| 計         | 181事業所 | 1,355人  |

### 事業者数の変遷
経済センサスによる事業所数の推移。
| 年                 | 事業者数 |
| ------------------ | -------- |
| 2016年（平成28年） | 161      |
| 2021年（令和3年）  | 181      |

### 従業員数の変遷
経済センサスによる従業員数の推移。
| 年                 | 従業員数 |
| ------------------ | -------- |
| 2016年（平成28年） | 1,003    |
| 2021年（令和3年）  | 1,355    |

## 施設
- 鷺宮スポーツ・コミュニティプラザ（旧鷺宮体育館）
- 福蔵院
- 鷺宮八幡神社

## その他

### 日本郵便
- 郵便番号 : 165-0035[3]（集配局 : 中野北郵便局[16]）。